# 马蹄叶橐吾
马蹄叶橐吾（学名：Ligularia odontomanes）是菊科橐吾属的植物，是中国的特有植物。分布于中国大陆的云南等地，生长于海拔2,500米至2,800米的地区，常生于林缘和草坡，目前尚未由人工引种栽培。